# チャド・マイケル・マーレイ
チャド・マイケル・マーレイ（Chad Michael Murray, 1981年8月24日 - ）はアメリカ合衆国ニューヨーク州バッファロー出身の俳優である。

## 来歴
チャドは奨学金を得てオーランドで開催されたモデルのコンベンションに参加、そこでエージェントに出会い1週間ロサンゼルスに行って何が起こるか見てくるように勧められる、その後マネージャーを得て、1999年にはハリウッドに移住。チャドはスケッチャーズ、トミーヒルフィガー、グッチなどのモデルとして働くようになる。
2000年、MTVのドラマ・アンソロジー・シリーズ『アンドレスド』にゲスト出演。その後『ギルモア・ガールズ』のシーズン1に金持ちの子供のトリスティン役として準レギュラー出演、シーズン2にも数エピソード出演し、シリーズがヒットしたことでチャドの名前が知られるようになった。
2003年、チャドはリンジー・ローハンとジェイミー・リー・カーティスが共演したコメディー・フィルム『フォーチュン・クッキー』に主人公の恋の相手ジェイク役として出演。これはディズニーによる1972年発刊の同名子供向け小説の3回目の映像化だった。映画は批評的にも興行的にも大成功し、全世界で1億1600万ドル程度の収益を上げた。
その年の後半にはThe WBのシリーズ『ワン・トゥリー・ヒル』で主役のルーカス・スコット役を演じた。第1シーズンの最終話は450万人が視聴した。シリーズはThe WBの最も成功した番組の一つになり、The WBがライバル会社のUPNと合併してCWテレビジョンネットワークとなった後も放送され続けたシリーズは成功をおさめ続けた。シリーズはチャドにティーン・チョイス・アワードでの6部門のノミネートをもたらし、2004年のブレイクアウト・アクター賞（TV部門）や2008年のTVアクター賞（ドラマ部門）などを受賞した。シリーズの人気によって、チャドと共演者たちはマスターカード、Kmart、シンギュラー・ワイヤレス、シボレー・コバルトの公式アンバサダーに選ばれた。
2004年、ヒラリー・ダフとともにロマンティック・コメディ映画『シンデレラ・ストーリー』で主演を務める。全世界で7000万ドルを稼ぐ大ヒットになったが、批評家からはこき下ろされた。この映画によってチャドはティーン・チョイス・アワードでブレイクアウト・アクター（映画部門）の受賞や2005年の同アワードにおける数々の賞のノミネートを果たした。チャドは同じ年のブレイクアウト・アクターのTV部門と映画部門を制覇した初の俳優になった。ピープルでは2004年11月、「TVの中のセクシーな男性」の一人に選ばれた。
チャドはAOLが2008年に発表した「TVの中のいい男50人」の中の一人にも選ばれた。2009年5月、『ワン・トゥリー・ヒル』の第7シーズンから出演しないことが報道された。チャドはファンに向けたビデオの中で番組側がギャラを削るためにチャドが番組に戻ることを歓迎していないと明かしたが、番組クリエイターのマーク・シュヴァーンはインタビューの中でチャドに対する番組出演の条件として「素晴らしいもの」を用意していたと証言している。
2013年10月9日、チャドはアクション・スリラーのTVドラマシリーズ『チョーズン：選択の行方』に参加することが報道された。チャドが主人公のジェイコブを演じたセカンド・シーズンは12月12日から放送され、続くサード・シーズンは2014年4月15日から放送された。
2015年、映画『アザー・ピープルズ・チルドレン』に主演の一人として出演。映画は8月15日にコロンビア・ジョージ国際映画祭で初めて上映され、ベスト・オブ・フェスティバル賞を受賞した。限られた館数ではあるが12月25日からは映画館での上映も行われた。チャドはホームレスのヘロイン中毒者を演じるため11kg体重を落とした。3週間半に渡ってトレーニングを行い、日に3キロカロリーを消費。その間食事は1.4キロから1.6キロ程度のカロリーのものしか摂らず、「オートミール、白身、サラダ、チキン、ツナ」を食べていた。
2021年にはアメリカのシリアルキラー、テッド・バンディを題材にした映画『テッド・バンディ：アメリカン・ブギーマン』でテッド役を演じた。
2022年6月1日、チャドはドラマシリーズ『サリヴァンズ・クロッシング』で主役の一人を務めることが発表された、もう一人の主役にはマギー・サリヴァン、彼女の父親役にスコット・パターソンが起用されている。このカナダのTVドラマシリーズはアメリカでロビン・カーが出版した同名小説のシリーズが原作であり、CTVテレビジョンで2023年3月19日から放映された。
2024年のNetflixのオリジナル映画『マザー・オブ・ザ・ブライド』の中でブルック・シールズの恋の相手役として出演、映画は3月9日に公開された。映画はいくつもの国でNetflixの中で最も鑑賞された作品の上位10位内に入った。

## 私生活
2005年4月にドラマ『One Tree Hill』で知り合った女優のソフィア・ブッシュと結婚。5ヵ月後に結婚を解消した。その後『One Tree Hill』のエキストラだったKenzie Daltonと婚約した。しかし、2013年に破局したことが発表された。
2014年、『チョーズン』の共演者サラ・ローマーと交際を開始、2015年に結婚し第一子を授かる。同年、第1子となる男児が誕生。2017年には第二子女児、2023年に第三子女児が生まれている。

## 主な出演作品

### 映画
| 年   | 日本語題 原題                                                | 役名                                  | 備考                                                                             |
| ---- | ------------------------------------------------------------ | ------------------------------------- | -------------------------------------------------------------------------------- |
| 2001 | メギド Megiddo:The Omega Code 2                              | デイビッド・アレクサンダー（16歳）    |                                                                                  |
| 2003 | ローン・レンジャー 復讐のガンマン The Lone Ranger            | ローン・レンジャー/ルーク・ハートマン | テレビ映画 スターチャンネル放映時のタイトルは『新ローン・レンジャー 復讐の荒野』 |
| 2003 | フォーチュン・クッキー Freaky Friday                         | ジェイク                              |                                                                                  |
| 2004 | シンデレラ・ストーリー A Cinderella Story                    | オースティン                          |                                                                                  |
| 2005 | 蝋人形の館 House of Wax                                      | ニック・ジョーンズ                    |                                                                                  |
| 2006 | 勇者たちの戦場 Home of the Brave                             | ジョーダン・オーウェンズ              |                                                                                  |
| 2010 | 見えない真実 Lies in Plain Sight                             | イーサン・マカリスター                | テレビ映画                                                                       |
| 2010 | クリスマスキューピット Christmas Cupid                       | パトリック・カーンズ                  | テレビ映画                                                                       |
| 2012 | キミの腕に愛を書く - レネーの物語- To Write Love on Her Arms | ジェイミー・トウォルコウスキ          |                                                                                  |
| 2012 | 息子の軌跡 The Carrier                                       | サッチャー                            | 短編映画                                                                         |
| 2013 | フルートベール駅で Fruitvale Station                         | イングラム警官                        |                                                                                  |
| 2014 | レフト・ビハインド Left Behind                               | キャメロン・ウィリアムズ              |                                                                                  |
| 2015 | アザーズ・ピープル・チルドレン Other's People Children       | P.K.                                  |                                                                                  |
| 2016 | Outlaws and Angels                                           | ヘンリー                              |                                                                                  |
| 2018 | Camp Cold Brook                                              | ジャック                              |                                                                                  |
| 2019 | Max Winslow and the House of Secrets                         | Atticus Virture                       |                                                                                  |
| 2020 | ナイト・サバイバー Survive the Night                         | リッチ                                |                                                                                  |
| 2021 | カラーズ・オブ・ラブ Colors of Love                          | ジョエル                              |                                                                                  |
| 2021 | Ted Bundy: American Boogeyman                                | テッド・バンディ                      |                                                                                  |
| 2021 | サバイバル・シティ Survive the Game                          | エリック                              |                                                                                  |
| 2021 | ドント・サレンダー 進撃の要塞 Fortress                       | バルザリー                            | WOWOWにて放映                                                                    |
| 2022 | （日本語タイトル未定） Fortress: Sniper's Eye                | バルザリー                            |                                                                                  |
| 2024 | Mother of the Bride                                          | ルーカス                              |                                                                                  |
| 2025 | シャッフル・フライデー Freakier Friday                       | ジェイク                              |                                                                                  |

### テレビシリーズ
| 年        | 日本語題 原題                                 | 役名                 | 備考                    |
| --------- | --------------------------------------------- | -------------------- | ----------------------- |
| 2000-2001 | ギルモア・ガールズ Gilmore Girls              | トリスティン         | 計11話出演              |
| 2001-2002 | ドーソンズ・クリーク Dawson's Creek           | チャーリー・トッド   | 計12話出演              |
| 2002      | CSI:科学捜査班 CSI: Crime Scene Investigation | トム・ハヴィランド   | 計1話出演               |
| 2003-2012 | One Tree Hill                                 | ルーカス・スコット   | 計131話出演             |
| 2013      | サウスランド Southland                        | デイヴ・メンドーザ   | 計2話出演               |
| 2013-2014 | チョーズン:選択の行方 Chosen                  | ジェイコブ           | 計12話出演              |
| 2015-2016 | エージェント・カーター Agent Carter           | ジャック・トンプソン | 計14話出演              |
| 2017      | Sun Records                                   | サム・フィリップス   | 主役、計8エピソード出演 |
| 2018      | The Beach House                               | Brett Beauchamps     | テレビ映画              |
| 2018–19   | Star                                          | Xander McPherson     | 計8エピソード出演       |
| 2018      | Road to Christmas                             | Danny Wise           | テレビ映画              |
| 2019      | リバーデイル Riverdale                        | Edgar Evernever      | 計9エピソード出演       |
| 2019      | Write Before Christmas                        | Luke Miller          | テレビ映画              |
| 2020      | Love in Winterland                            | Brett Hollister      | テレビ映画              |
| 2021      | Sand Dollar Cove                              | Brody Bradshaw       | テレビ映画              |
| 2021      | Toying With the Holidays                      | Kevin Vaughn         | テレビ映画              |
| 2021      | Angel Falls Christmas                         | Gabriel              | テレビ映画              |
| 2023–現在 | Sullivan's Crossing                           | Cal Jones            | 主役                    |